# Džabrajil Hasanov
Džabrajil Hasanov (* 24. února 1990) je ázerbájdžánský zápasník–volnostylař tališské národnosti, bronzový olympijský medailista z roku 2016.

## Sportovní kariéra
Zápasení se věnoval od útlého dětství pod vedením svého otce Ilhama v rodné tališské obci Suparibag nedaleko Astary. V 10 letech byl poslán na internátní sportovní školu do Baku, kde se specializoval na zápas ve volném stylu pod vedením Aslana Agajeva a později Rasima Muradova. Od 15 let patřil mezi velké sportovní talenty a v mužské reprezentaci se objevil již 18 letech ve váze do 66 kg. Od roku 2009 převzal roli reprezentační jedničky po Eminu Azizovi. V roce 2011 se třetím místem na mistrovství světa v Istanbulu kvalifikoval na olympijské hry v Londýně. V Londýně vyhrál těsně 2:1 na sety čtvrtfinálový zápas s reprezentantem Běloruska Ali Šabanovem, ale v semifinále prohrál ve dvou setech 0:2 s Japoncem Tacuhiro Jonemicuem. V souboji o třetí místo s Kubáncem Livánem Lópezem vyhrál úvodní set 3:0 na technické body, ve druhém však jeho soupeř vyrovnal stav setů na 1:1. Rozhodující třetí set začal aktivně a půl minuty před koncem vedl 1:0 na technické body, v závěru mu však došly síly a prakticky bez obrany se nechal hodit z výšky na lopatky za 5 bodu. Obsadil dělené 5. místo.
Od roku 2013 startoval ve vyšší váze do 74 kg, ve které se dlouho hledal. Na olympijské hry v Riu se kvalifikoval z dubnové evropské olympijské kvalifikace v Zrenjaninu z prvního místa. Do Ria přijel výborně připravený, v semifinále však prohrál těsně 4:5 na technické body s ruským Kabarďanem Aniuarem Gedujevemn, když neudržel vedení 4:0 po prvním poločase. V souboji o třetí místo nastoupil proti Uzbeku Bekzodu Abdurahmonovi. První poločas vyhrál 4:2 na technické body. V první minutě druhého poločasu navýšil porazem a podběhem vedení na 8:2. Nasazené tempo však tradičně neudržel a s problémy dotáhl zápas do vítězného konce 8:7 na technické body. Uzbekové v závěru podali protest s nadějí na vyšší ohodnocení chvatu, které jury zamítla a zápas tak skončil oficiálně 9:7 v jeho prospěch. Získal bronzovou olympijskou medaili.
Od roku 2018 startuje v neolympijské váze do 79 kg.

## Výsledky
| Olympijské hry     |    |    |     | —  |    |    |    | 5. |    |    |     | 3. |    |    |    |  |  |  |  |  |  |  |  |  |  |  |
| Mistrovství světa  |    |    |     |    | 7. | 3. | 3. |    | 8. | —  | úč. |    | 5. | 2. | 2. |  |  |  |  |  |  |  |  |  |  |  |
| Evropské hry       |    |    |     |    |    |    |    |    |    |    | 3.  |    |    |    | —  |  |  |  |  |  |  |  |  |  |  |  |
| Mistrovství Evropy |    |    |     | —  | 2. | 1. | 1. | —  | —  | 2. | 3.  | 2. | —  | 3. | 1. |  |  |  |  |  |  |  |  |  |  |  |
| MS juniorů         | —  | —  | 3.  | 2. | 1. | —  |    |    |    |    |     |    |    |    |    |  |  |  |  |  |  |  |  |  |  |  |
| ME juniorů         | —  | 3. | úč. | 3. | —  | —  |    |    |    |    |     |    |    |    |    |  |  |  |  |  |  |  |  |  |  |  |
| ME dorostenců      | 3. | —  | 1.  |    |    |    |    |    |    |    |     |    |    |    |    |  |  |  |  |  |  |  |  |  |  |  |